# Enmannsche Kaisergeschichte
L'Enmannsche Kaisergeschichte (Història dels emperadors d'Enmann o, en llatí, Historia imperatorum Romanorum Enmannica) és la denominació alemanya d'una hipotètica obra històrica llatina tardana escrita al segle iv, i perduda fins ara, que va servir de font comuna a algunes obres històriques posteriors.
L'erudit alemany Alexander Enmann (1856-1903) va deduir la seua existència en comparar el 1884 algunes obres històriques romanes tardanes, en concret la Història augusta i les obres de Flavi Eutropi i Sext Aureli Víctor. L'abundància de semblances textuals que no podia pas explicar-se per referència literària directa a altres obres existents, i és per això que Enmann va suggerir que existia una obra històrica perduda que era la font comuna d'aquests autors. Aquest treball no havia estat pas esmentat per cap historiador romà, però l'anàlisi d'Enmann és hui en gran part acceptada, tot i que alguns erudits, com ara Willen den Boer, qüestionen encara la seua existència.
La hipòtesi actual corregeix una mica la d'Enmann, perquè aquest suposava que una primera versió n'hauria aparegut ja en època de Dioclecià, i açò es va qüestionar des que al 1889 Hermann Dessau demostrà que Història augusta era en realitat una obra més tardana, de finals del segle iv. Timothy D. Barnes va establir-ne una data límit de després del 337, i H. W. Bird va proposar datar-la cap al 357.
Així doncs, la Història dels emperadors era un treball històric prou breu que hauria abastat des de l'emperador August fins a l'any 337 o 357. I hauria estat utilitzada per Sext Aureli Víctor, Flavi Eutropi, Fest, la Història Augusta, Jeroni d'Estridó, l'anònim Epítom de Caesaribus i altres històries romanes tardanes.
Es creu que l'autor utilitzà una altra obra perduda de l'historiador Màrius Màxim. Quant a l'autor, es considera que no era cristià i que visqué en la part occidental de l'imperi a causa de les moltes referències a la Gàl·lia i la Bretanya. Les seues idees estaven marcades fortament per la visió senatorial de la història de Roma. R. W. Burgess proposà reconéixer l'autor de la EKG com a Eusebi de Nantes, sense arribar a la unanimitat dels especialistes. A partir d'una nota d'André Piganiol, Santo Mazzarino proposà reconéixer en l'Origo Constantini Augusti (pars prior de l'Anònim Valesià) un autèntic fragment de la EKG, idea reafirmada posteriorment per Giuseppe Zecchini.